# 道東書院 (臺灣)
24°06′42″N 120°29′37″E / 24.111550°N 120.493656°E
道東書院，是位於臺灣彰化縣和美鎮西里的書院、文昌廟，列為國定古蹟。

## 沿革

### 早期歷史

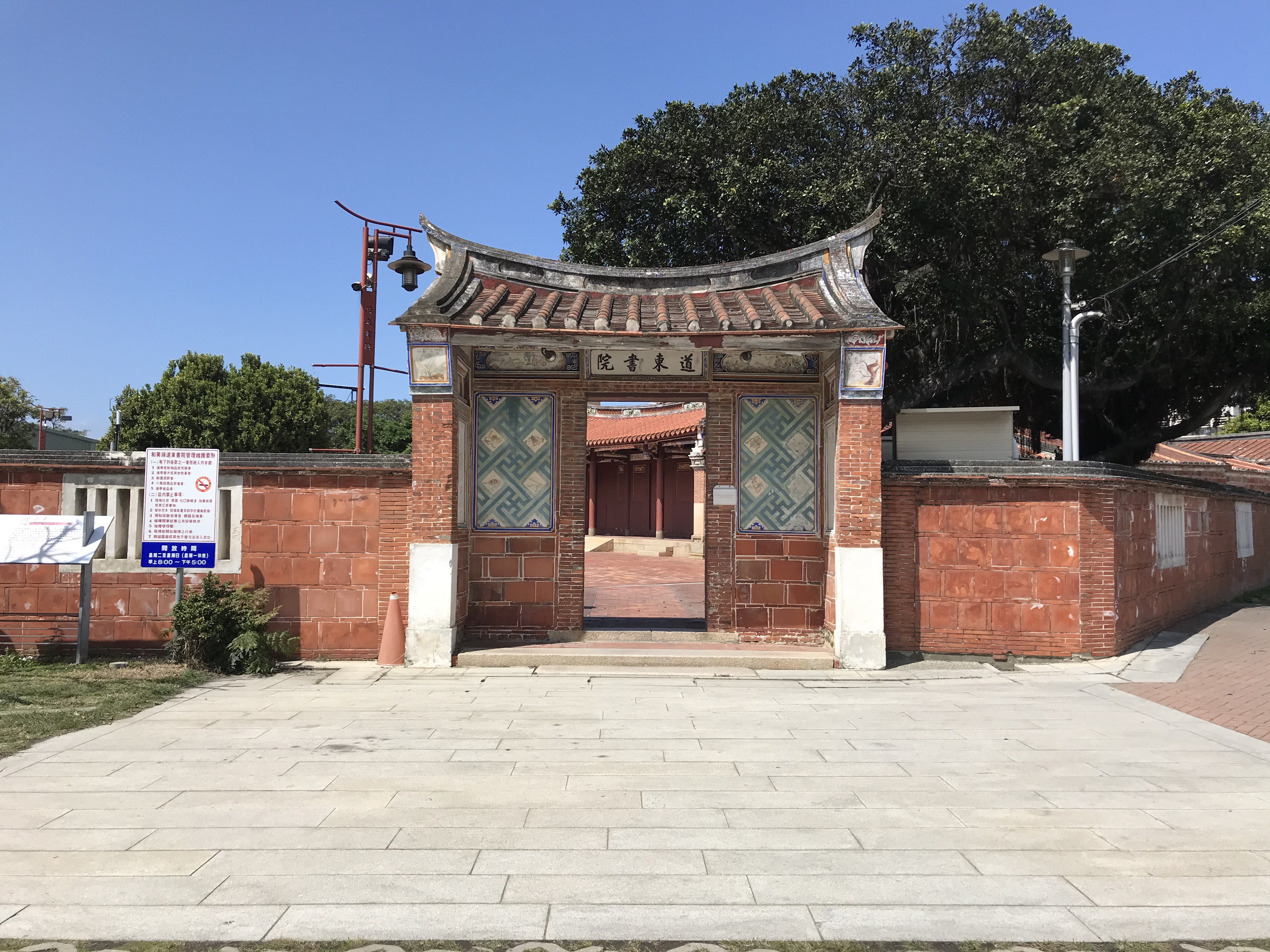
山門

道東書院為咸丰七年（1857年）由廩膳生阮鵬程（1818-1864）、黃際清、郡庠生陳嘉章、歲貢生王祖培等仕紳向朝廷力倡興建。取名「道東」，有「朱學道東，王道東來」之意。該書院原是不受官方監督的地方學堂，為清代彰化縣所轄的十多座書院中，建造較晚的。同治九年（1870年）受贈地作基產。次年阮鵬程之子監生阮傳芳（1842-1889）擔任增修董事，增築牆坦。
光緒十二年（1886年），中殿失火，至光緒十四年（1888年），秀才鄭思齊幕捐重建。
光緒廿一年（1895年）七月初九，日軍進入彰化，成日本憲兵駐屯所，直至1897年改設日語講習所。1905年日本實施土地登記制度時，書院以祭祀業登記，由以阮傳芳之子阮夢熊（1862-1917）為管理，但不久逝世，因而荒蕪。和美利祥堂黃姓家族取得法定管理權，該家族為建立道東書院時的主要捐贈方。1920年，任和美線區區長的許在泮，倡議重修書院，至1925年創漢文研究會，聘許逸漁主講。1936年，黃文鎔和許幼漁等在此創立詩社。阮鵬程、許逸漁、黃際清等人，在院內設有長生祿位，和美、鹿港都仍留有直系後代。
戰後時期，1947年，省立彰化中學借用書院創立和美分校（今和美高中）。

### 1980年代修復

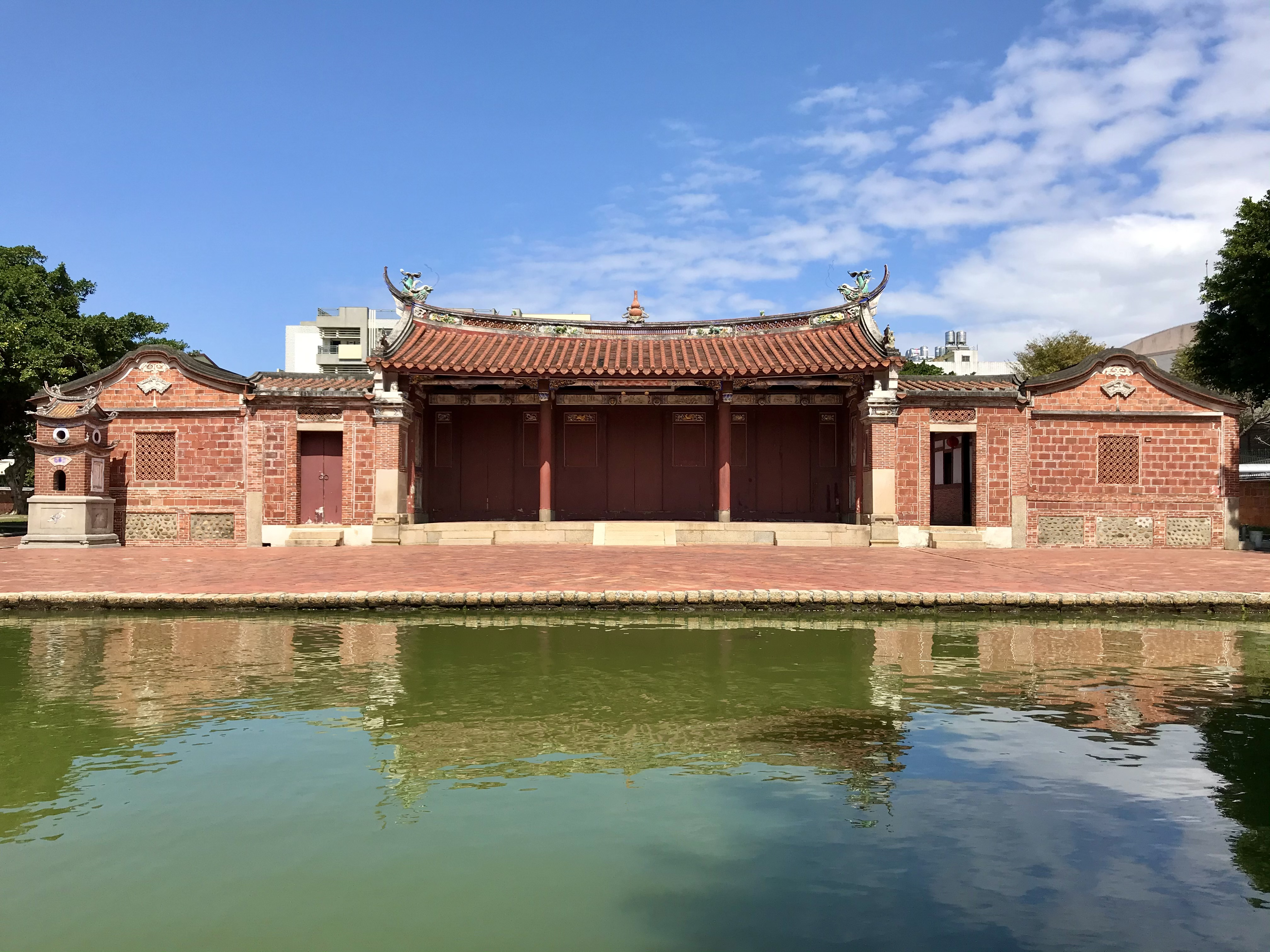
門廳與泮池

1955年，書院取得寺廟登記證。土地放領政策下，管理委員會把外圍地出售給民眾，以致原先的照牆毀去。後管理方被政府免職，交於和美鎮公所接管，但並未積極辦理，以至廡廊被居民占據，建築毀壞。1978年，和美鎮長葉萬錄鑑於建築多所毀敗，委由擔任中興大學文理學院院長的漢寶德予以規劃。1981年10月，正式由和美鎮公所接管，並隨即進行復建工作，分三期整修。
1983年2月6日，陳奇祿、陳逸成、莊芳榮、林衡道、洪敏麟、漢寶德、夏鑄九、王啟宗、閻亞寧、周宗賢、黃秀政、劉寧顏、楊緒賢等學者組成的文建會古蹟評鑑小組，在彰化縣長黃石城陪同下來此實勘，發現部分屋樑木柱修整方式、防腐能力均有待商榷。夏鑄九見到腐爛木柱的修補是以石灰摻树脂混合或填土和麻布來補填，即向負責監工的漢寶德建議，改用日本的合成樹脂添充劑。當下，擔任文建會主委的陳奇祿決定辦理講習班，邀請日本东京文化财研究所所長岩崎友吉前來教導。6月20日，文建會邀請日本修復師岩崎友吉、高端政雄先在文建會進行授課。24日，岩崎友吉和高端政雄來此指導，發現有多處瑕疵。高端政雄對前殿及正殿的脊樑用現代水泥修復感到遺憾，但對其他材料用古建材，認為比板橋林家花園好多了。
1985年修復完工後，因道東書院每年只編列新臺幣廿多萬元經費，缺少管理下，在九年後報導已是雜草叢生、泮池乾涸見底、地磚斑駁脫落、梁柱與隔板腐蝕厲害。經鎮長陳添發爭取，委託建築師李政隆作專案，1994年9月30日提出日後設立文物展示館的報告。

### 2000年代修復

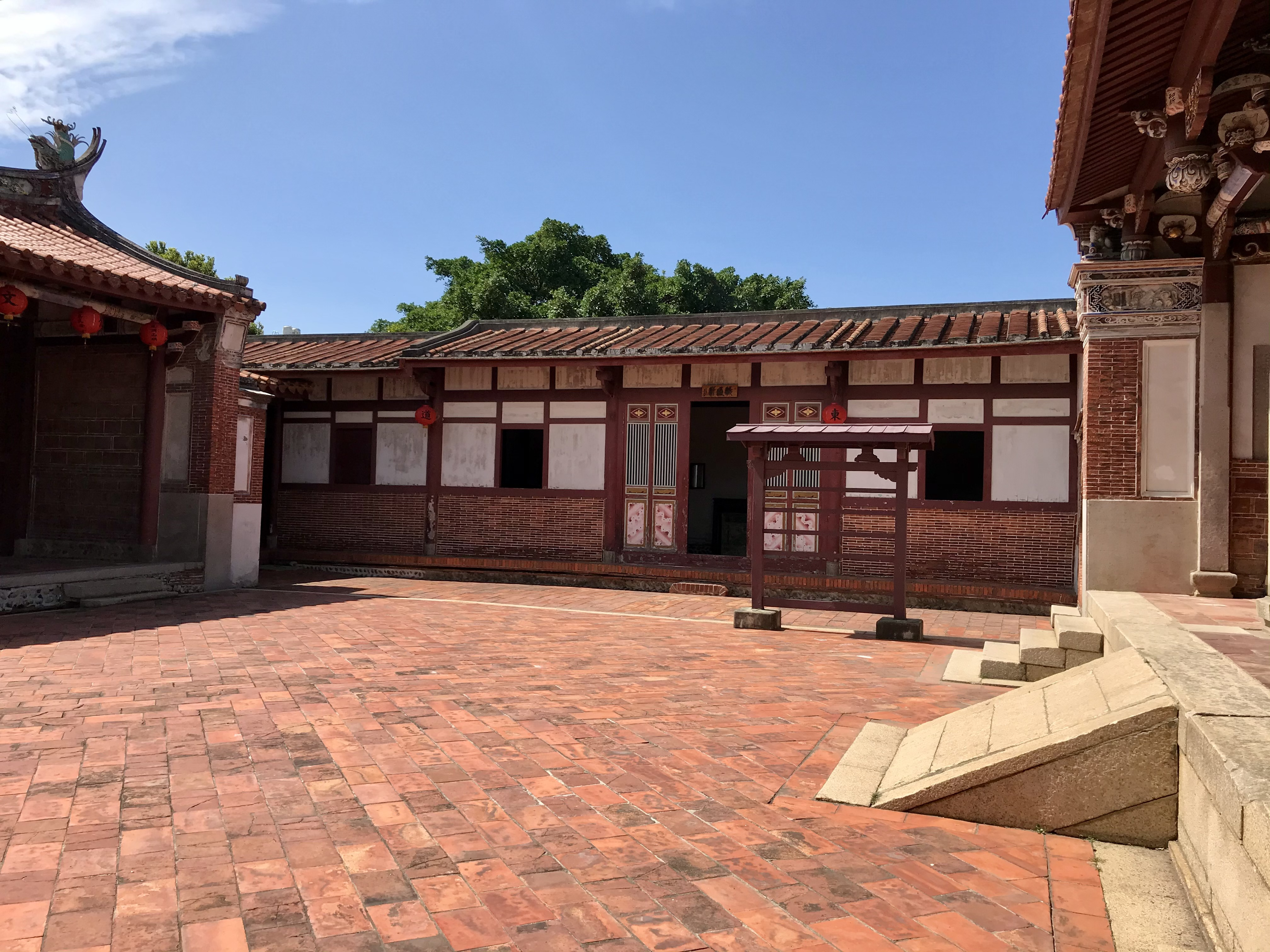
正殿前

1999年的九二一地震後，正殿川牆出現裂痕、屋頂漏水、另有正殿的雕刻品被挖走。2002年5月17日，縣議員黃寶川質疑管理不當，建議鎮公所是否能以擴大都市計劃的方式，將附近破落民宅作一整體規劃。為了籌集維護經費，縣府文化局建議給外包經營賣場作活化，但被鎮長許祝賢在8月1日公開反對。11月22日，縣府文化局副局長粘振裕表示，已分到九二一震災重建基金會六千多萬元經費，且整修工程設計圖已送內政部審核，但行政院九二一震災災後重建推動委員會將在2003年廢除，所以必須盡快發包。九二一重建委員會主任委員黃榮村，曾批評彰化縣古蹟維修最慢。
2003年3月以新台幣三千零八十萬元發包，建築師符宏仁，3月18日舉行動土。7月2日，鎮長許祝賢勘查工地，發覺包商著重古蹟表面修封，而未強化建物地基，質疑內政部編列六千整修除，廠商卻以三千零八十萬元低價搶標，吩咐承辦人員拍照存證。次日，文化局長陳慶芳前來巡視時，管理員謝嘉猶來反映廠商未將東西廂房的土地公及先師長生祿位遷移。10月27日，內政部民政司副司長黃麗馨前來視察，發現修復不佳、文物保存不當。
2005年3月10日驗收日，查到一些泥塑文物遭剷平改用書寫，如門楣的「道東書院」泥塑四字就被破壞。原先鹿港名師柯煥章的彩繪、王席的書法，也遭重複，被質疑一級古蹟失去原有韻味。11月18日，舉行啟用儀式，彰化縣長翁金珠與地方人士共同剪綵。

### 修護後建築
2000年代修復後的道東書院，占地兩千五百坪，為閩式風格，前有照牆、泮池、惜字亭、山門，以由門廳、正殿前後兩進和兩廂組成四合院外貌。山門側開，按當地風俗，書院學生若有奪元中魁者，即可自照牆處進來。進山門，即見門廳，過門廳即為書院主體建築正殿。正殿門外左、右壁分刻〈道東書院沿革敘〉、〈道東書院沿革志〉兩碑。正殿兼作講堂，內奉奉孔子和朱子，高掛光緒十五年（1889年）莊俊元所書「精之聖舍」、「梯航絕學」等匾額。門廳、正殿兩側有方、圓形狀的入出口，與作為學生宿舍的兩廂相通。左廂門廳祭拜歷任山長神位，右廂門廳則祀土地神。

### 送煞事件

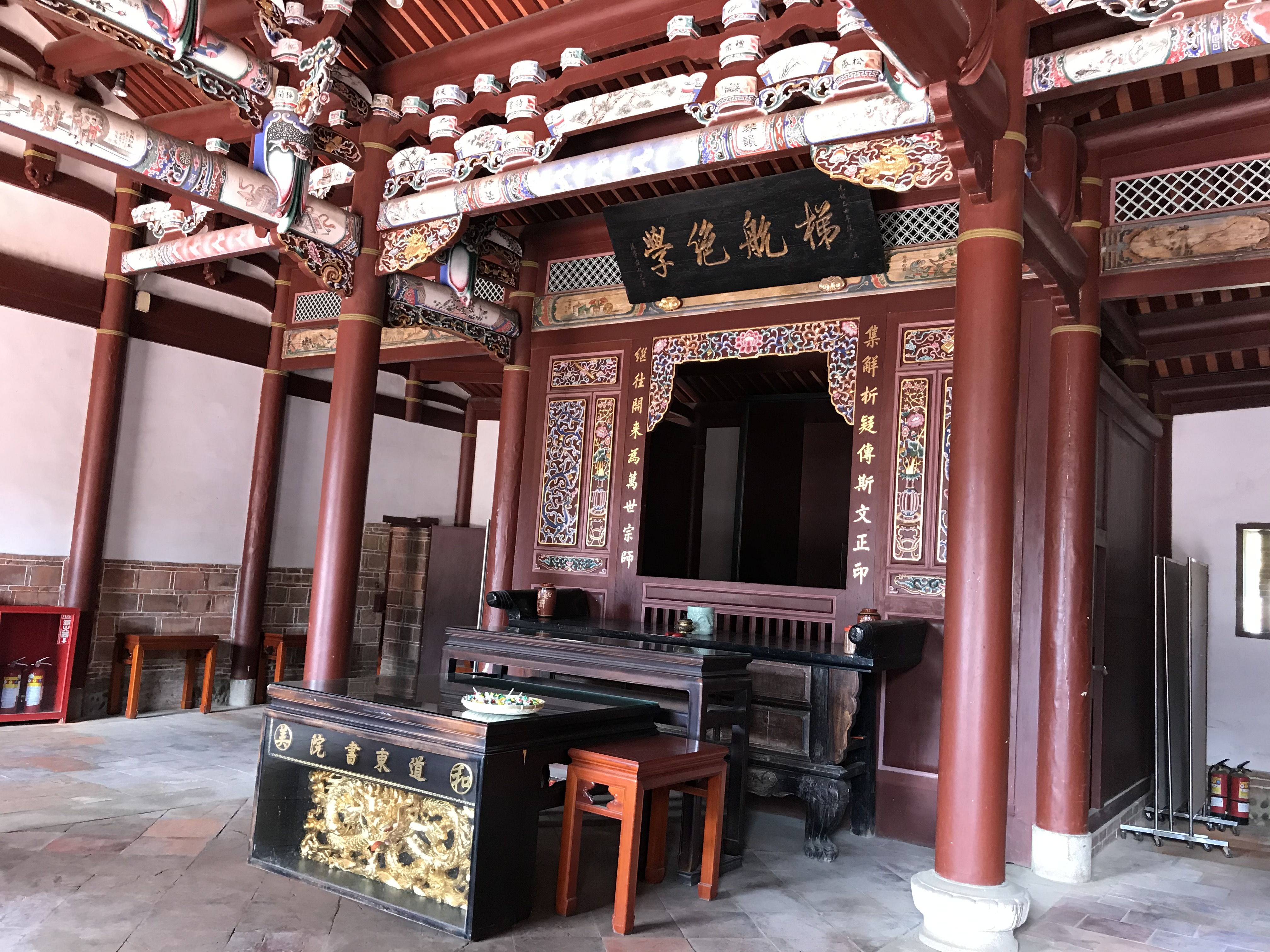
正殿內

在考季期間，縣府會在此舉行祈福活動。2012年12月27日，七旬的管理員謝嘉猶因常跟遊客爭執被投訴而被鎮公所開除，導致他次日一早被遊客發現在殿內供桌上以電線上吊自殺。謝管理員從小在附近長大，被鎮民認為工作十分勤快。事後，原來此運動的民眾開始不再前來，甚至傳出原本認養單位表態不願繼續。鎮公所民政課為安撫人心，只好花費十五萬元舉行民俗稱為「送肉粽」的送煞儀式。2013年1月10日晚上，法師林炫龍與執事法師吳雅芬進行祭送科儀時，攝影爱好者毫不忌諱，一路跟拍。這事件使得2013年來此祈福的考生，減少成不到2012年的三分之一。

## 外部連結
- 道東書院- 文化部文化資產局 （页面存档备份，存于）
- 道東書院的Facebook專頁